# Nazir Mankijev
Nazir Junuzovič Mankijev (* 27. ledna 1985) je bývalý ruský zápasník – klasik ingušské národnosti, olympijský vítěz z roku 2008.

## Sportovní kariéra
Zápasení se věnoval od svých 13 let v ingušském Surchachi. Na zápas řecko-římský se specializoval v Krasnojarsku, kde se od roku 2002 připravoval vrcholově v armádním tréninkovém centru pod vedením Michaila Gamzina. V ruské mužské reprezentaci se pohyboval od roku 2005 ve váze do 55 kg. V roce 2008 uspěl v ruské olympijské nominaci pro start na olympijských hrách v Pekingu. Ve čtvrtfinále vyřadil po vyrovnaném průběhu zápasu favorizovaného Íránce Hamída Suriána a po finálovém vítězství nad Ázerbájdžáncem Rovšanem Bajramovem získal zlatou olympijskou medaili. V roce 2012 prohrál olympijskou nominaci na olympijské hry v Londýně s Mingijanem Semjonovem. Sportovní kariéru ukončil v roce 2016.

## Výsledky
| Turnaj             | 2006 | 2007 | 2008 | 2009 | 2010 |
| Turnaj             | 21   | 22   | 23   | 24   | 25   |
| Turnaj             | -55  | -55  | -55  | -55  | -55  |
| ------------------ | ---- | ---- | ---- | ---- | ---- |
| Olympijské hry     |      |      | 1.   |      |      |
| Mistrovství světa  | —    | 3.   |      | —    | 3.   |
| Mistrovství Evropy | úč.  | —    | úč.  | —    | 2.   |